# Marcel Plasman
 (avril 2020).
Si vous disposez d'ouvrages ou d'articles de référence ou si vous connaissez des sites web de qualité traitant du thème abordé ici, merci de compléter l'article en donnant les références utiles à sa vérifiabilité et en les liant à la section « Notes et références ».
Marcel Plasman, né le 23 décembre 1924 à Braine-l'Alleud et mort 28 juillet 2020 d'une pneumonie, est un homme politique belge social-chrétien, membre du Parti social chrétien (PSC). Il a été ministre des Pensions et secrétaire d'État aux affaires sociales au sein du Gouvernement Tindemans III, en 1977. Il a également été bourgmestre de Nivelles de 1977 à 1982 et de 1989 à 1995.

## Biographie
Marcel Plasman a d'abord été un employé de la Fédération des Mutualités chrétiennes de la province de Brabant. Il a également été président de la Fédération nationale des associations médico-sociales de 1972 à 1973 et de 1985 à 1987, président de l'Association chrétienne des Invalides et Handicapés de 1975 à 1985 et président de la  Confédération des Institutions hospitalières de 1974 à 1976 et de 1984 à 1986.
Il est également politiquement actif pour le Parti social chrétien (PSC) et est élu au conseil communal de Nivelles pour ce parti en 1964 et l'est resté jusqu'en 1996. De 1977 à 1982 et de 1989 à 1994, il a également été bourgmestre de la ville.
En outre, de 1971 à 1979, il a été membre de la Chambre des représentants, élus dans l'arrondissement de Nivelles. En 1979, il quitte la Chambre au profit de Raymond Langendries. De 1971 à 1979, il siège également d'office au Conseil de la culture française, dont il est le président de la commission de la culture de 1974 à 1976 et le secrétaire de 1976 à 1978.
En 1977, il est ministre des Pensions et secrétaire d'État aux Affaires sociales au sein du gouvernement Tindemans III pendant quelques mois à peine.
Marcel Plasman est décédé d'une pneumonie le 28 juillet 2020 à l'âge de 95 ans.